# Glenea helleri
Glenea helleri é uma espécie de escaravelho da família Cerambycidae.  Foi descrito por Por Olof Christopher Aurivillius em 1923 e a sua existência e conhecida nas Filipinas.